# Unité urbaine de Rouen
L'unité urbaine de Rouen désigne, selon l'Insee, l'ensemble des communes ayant une continuité de bâti autour de la ville de Rouen. Cette unité urbaine, ou agglomération dans le langage courant, regroupe 478 593 habitants dans 50 communes sur une superficie de 461,10 km². Elle est la 13e agglomération la plus peuplée de France. 

## Données générales
Dans le zonage réalisé par l'Insee en 2010, l'unité urbaine était composée de cinquante communes, six situées dans l'Eure et quarante-quatre dans la Seine-Maritime. C'est une agglomération interdépartementale.
Dans le nouveau zonage réalisé en 2020, elle est composée des cinquante mêmes communes.
En 2022, avec 465 221 habitants dans la Seine-Maritime, elle représente la 1re unité urbaine de ce département. Elle occupe le 1re rang dans la région Normandie et le 13e au niveau national.
En 2022, sa densité de population s'élève à 1 038 hab/km2. Dans la Seine-Maritime (401,65 km2), elle représente 6,4 % de la superficie de ce département, mais elle regroupe 36,92 % de la population.

Agglomérations de plus de 100000 habitants en France en 2022.

## Composition 2020 de l'unité urbaine
Elle est composée des cinquante communes suivantes :
| Nom                        | Code Insee | Département    | Statut       | Superficie (km2) | Population (dernière pop. légale) | Densité (hab./km2) | Modifier                                    |
| -------------------------- | ---------- | -------------- | ------------ | ---------------- | --------------------------------- | ------------------ | ------------------------------------------- |
| Rouen (ville-centre)       | 76540      | Seine-Maritime | ville-centre | 21,38            | 116 331 (2022)                    | 5 441              | modifier les données · modifier les données |
| Alizay                     | 27008      | Eure           | banlieue     | 8,62             | 1 575 (2022)                      | 183                | modifier les données · modifier les données |
| Amfreville-la-Mi-Voie      | 76005      | Seine-Maritime | banlieue     | 3,94             | 3 280 (2022)                      | 832                | modifier les données · modifier les données |
| Belbeuf                    | 76069      | Seine-Maritime | banlieue     | 6,51             | 2 257 (2022)                      | 347                | modifier les données · modifier les données |
| Bihorel                    | 76095      | Seine-Maritime | banlieue     | 2,51             | 8 299 (2022)                      | 3 306              | modifier les données · modifier les données |
| Bois-Guillaume             | 76108      | Seine-Maritime | banlieue     | 8,85             | 14 497 (2022)                     | 1 638              | modifier les données · modifier les données |
| Bonsecours                 | 76103      | Seine-Maritime | banlieue     | 3,76             | 6 444 (2022)                      | 1 714              | modifier les données · modifier les données |
| Boos                       | 76116      | Seine-Maritime | banlieue     | 14,03            | 3 975 (2022)                      | 283                | modifier les données · modifier les données |
| Bosroumois                 | 27090      | Eure           | banlieue     | 13,24            | 3 855 (2022)                      | 291                | modifier les données · modifier les données |
| Canteleu                   | 76157      | Seine-Maritime | banlieue     | 17,61            | 14 420 (2022)                     | 819                | modifier les données · modifier les données |
| Caudebec-lès-Elbeuf        | 76165      | Seine-Maritime | banlieue     | 3,68             | 10 414 (2022)                     | 2 830              | modifier les données · modifier les données |
| Cléon                      | 76178      | Seine-Maritime | banlieue     | 6,47             | 4 863 (2022)                      | 752                | modifier les données · modifier les données |
| Darnétal                   | 76212      | Seine-Maritime | banlieue     | 4,93             | 9 652 (2022)                      | 1 958              | modifier les données · modifier les données |
| Déville-lès-Rouen          | 76216      | Seine-Maritime | banlieue     | 3,16             | 10 690 (2022)                     | 3 383              | modifier les données · modifier les données |
| Elbeuf                     | 76231      | Seine-Maritime | banlieue     | 16,32            | 15 774 (2022)                     | 967                | modifier les données · modifier les données |
| Fontaine-sous-Préaux       | 76273      | Seine-Maritime | banlieue     | 3,52             | 562 (2022)                        | 160                | modifier les données · modifier les données |
| Franqueville-Saint-Pierre  | 76475      | Seine-Maritime | banlieue     | 8,56             | 6 081 (2022)                      | 710                | modifier les données · modifier les données |
| Freneuse                   | 76282      | Seine-Maritime | banlieue     | 3,18             | 993 (2022)                        | 312                | modifier les données · modifier les données |
| Grand Bourgtheroulde       | 27105      | Eure           | banlieue     | 19,51            | 4 006 (2022)                      | 205                | modifier les données · modifier les données |
| Grand-Couronne             | 76319      | Seine-Maritime | banlieue     | 16,91            | 9 722 (2022)                      | 575                | modifier les données · modifier les données |
| Le Grand-Quevilly          | 76322      | Seine-Maritime | banlieue     | 11,11            | 25 954 (2022)                     | 2 336              | modifier les données · modifier les données |
| Le Houlme                  | 76366      | Seine-Maritime | banlieue     | 2,97             | 4 127 (2022)                      | 1 390              | modifier les données · modifier les données |
| Igoville                   | 27348      | Eure           | banlieue     | 5,61             | 1 701 (2022)                      | 303                | modifier les données · modifier les données |
| Isneauville                | 76377      | Seine-Maritime | banlieue     | 8,20             | 3 713 (2022)                      | 453                | modifier les données · modifier les données |
| La Londe                   | 76391      | Seine-Maritime | banlieue     | 30,98            | 2 367 (2022)                      | 76                 | modifier les données · modifier les données |
| Malaunay                   | 76402      | Seine-Maritime | banlieue     | 9,25             | 6 125 (2022)                      | 662                | modifier les données · modifier les données |
| Maromme                    | 76410      | Seine-Maritime | banlieue     | 4,01             | 11 005 (2022)                     | 2 744              | modifier les données · modifier les données |
| Martot                     | 27394      | Eure           | banlieue     | 8,48             | 458 (2022)                        | 54                 | modifier les données · modifier les données |
| Le Mesnil-Esnard           | 76429      | Seine-Maritime | banlieue     | 5,07             | 7 998 (2022)                      | 1 578              | modifier les données · modifier les données |
| Mont-Saint-Aignan          | 76451      | Seine-Maritime | banlieue     | 7,94             | 20 188 (2022)                     | 2 543              | modifier les données · modifier les données |
| Montville                  | 76452      | Seine-Maritime | banlieue     | 10,85            | 4 618 (2022)                      | 426                | modifier les données · modifier les données |
| Moulineaux                 | 76457      | Seine-Maritime | banlieue     | 3,49             | 943 (2022)                        | 270                | modifier les données · modifier les données |
| Notre-Dame-de-Bondeville   | 76474      | Seine-Maritime | banlieue     | 6,28             | 7 004 (2022)                      | 1 115              | modifier les données · modifier les données |
| Oissel-sur-Seine           | 76484      | Seine-Maritime | banlieue     | 22,19            | 12 287 (2022)                     | 554                | modifier les données · modifier les données |
| Orival                     | 76486      | Seine-Maritime | banlieue     | 9,55             | 839 (2022)                        | 88                 | modifier les données · modifier les données |
| Petit-Couronne             | 76497      | Seine-Maritime | banlieue     | 12,80            | 8 738 (2022)                      | 683                | modifier les données · modifier les données |
| Le Petit-Quevilly          | 76498      | Seine-Maritime | banlieue     | 4,35             | 21 935 (2022)                     | 5 043              | modifier les données · modifier les données |
| Quincampoix                | 76517      | Seine-Maritime | banlieue     | 20,34            | 3 118 (2022)                      | 153                | modifier les données · modifier les données |
| Saint-Aubin-Épinay         | 76560      | Seine-Maritime | banlieue     | 9,83             | 1 016 (2022)                      | 103                | modifier les données · modifier les données |
| Saint-Aubin-lès-Elbeuf     | 76561      | Seine-Maritime | banlieue     | 5,79             | 8 429 (2022)                      | 1 456              | modifier les données · modifier les données |
| Saint-Étienne-du-Rouvray   | 76575      | Seine-Maritime | banlieue     | 18,25            | 28 653 (2022)                     | 1 570              | modifier les données · modifier les données |
| Saint-Léger-du-Bourg-Denis | 76599      | Seine-Maritime | banlieue     | 2,81             | 3 665 (2022)                      | 1 304              | modifier les données · modifier les données |
| Saint-Martin-du-Vivier     | 76617      | Seine-Maritime | banlieue     | 5,00             | 1 678 (2022)                      | 336                | modifier les données · modifier les données |
| Saint-Ouen-du-Tilleul      | 27582      | Eure           | banlieue     | 3,99             | 1 777 (2022)                      | 445                | modifier les données · modifier les données |
| Saint-Pierre-lès-Elbeuf    | 76640      | Seine-Maritime | banlieue     | 6,36             | 8 295 (2022)                      | 1 304              | modifier les données · modifier les données |
| Sotteville-lès-Rouen       | 76681      | Seine-Maritime | banlieue     | 7,44             | 29 039 (2022)                     | 3 903              | modifier les données · modifier les données |
| Sotteville-sous-le-Val     | 76682      | Seine-Maritime | banlieue     | 5,27             | 746 (2022)                        | 142                | modifier les données · modifier les données |
| Tourville-la-Rivière       | 76705      | Seine-Maritime | banlieue     | 8,00             | 2 574 (2022)                      | 322                | modifier les données · modifier les données |
| Val-de-la-Haye             | 76717      | Seine-Maritime | banlieue     | 10,16            | 699 (2022)                        | 69                 | modifier les données · modifier les données |
| La Vaupalière              | 76728      | Seine-Maritime | banlieue     | 8,00             | 1 214 (2022)                      | 152                | modifier les données · modifier les données |

## Évolution démographique
L'évolution démographique ci-dessous concerne l'unité urbaine selon le périmètre défini en 2020.
| 1968    | 1975    | 1982    | 1990    | 1999    | 2006    | 2011    | 2016    | 2022    |
| ------- | ------- | ------- | ------- | ------- | ------- | ------- | ------- | ------- |
| 428 099 | 453 050 | 450 316 | 456 254 | 463 273 | 463 331 | 464 874 | 467 763 | 478 593 |

#### Données générales
- Unité urbaine en France
- Aire d'attraction d'une ville
- Liste des unités urbaines de France

#### Données démographiques en rapport avec l'unité urbaine de Rouen
- Aire d'attraction de Rouen
- Arrondissement de Rouen
- Arrondissement de Bernay
- Arrondissement des Andelys

#### Données démographiques en rapport avec la Seine-Maritime et l'Eure
- Démographie de la Seine-Maritime
- Démographie de l'Eure